# 大赖草
大赖草（学名：Leymus racemosus）为菊科赖草属下的一个种。

## 扩展阅读
- 維基物種上的相關：大赖草